# Bermudaclis tampaensis
Bermudaclis tampaensis är en snäckart som beskrevs av Bartsch 1947. Bermudaclis tampaensis ingår i släktet Bermudaclis och familjen Aclididae. Inga underarter finns listade i Catalogue of Life.